# Eupelmus amphitus
Eupelmus amphitus är en stekelart som beskrevs av Walker 1846. Eupelmus amphitus ingår i släktet Eupelmus och familjen hoppglanssteklar. Inga underarter finns listade i Catalogue of Life.